# محمد العيد قابوش
محمد العيد قابوش Mohamed Aid Kabouche ممثل ومؤلف ومخرج مسرحي جزائري من مواليد 27 جويلية 1949م بمدينة أم البواقي ساهم في العديد من الأعمال المسرحية من تمثيل وتأليف وإخراج وكان له نصيب في السينما مثل فيلمي العقيد لطفي وحتى في مسلسلات مثل مسلسل الذكرى الأخيرة  وشغل أيضا مديرا لمسرح قالمة 

## حياته
تلقى تعليمه في مهعد برج الكيفان وتخرج منه عام 1973م حيث تلقى تكوينه على يد سعد أردش إضافة لتكوينه في يوغسلافيا والإتحاد السوفياتي

## أعمال

### إخراج مسرحي[6]
- 1983 : ضحكة مجنونة
- 2001 : لسعات بسمات
- 2004 : طامزة
- 2004 : عروس الظلام

### تمثيل مسرحي
- 2015 : مسرحية صالح باي

## فيلموغرافيا
- 2014: كريم بلقاسم
- 2015 : العقيد لطفي
- 2016 : ذاكرة الأحداث [7]

## وصلة خارجية
- ذاكرة الأحداث
- Mohamed Aid Kabouche